# Todirostrum chrysocrotaphum
Todirostrum chrysocrotaphum là một loài chim trong họ Tyrannidae.